# Hulchul – Eine verrückte Lovestory
Hulchul – Eine verrückte Lovestory (Hindi: हलचल, halcal; wörtl.: Unruhe oder Konfusion) ist ein Film des indischen Regisseurs Priyadarshan aus dem Jahr 2004.

## Handlung
Angarchand steht für die Familie um Angar Chand. Er und seine vier Söhne sind als Beschützer der Gegend bekannt. Wer immer die Hilfe der starken Familie benötigt, dem wird geholfen. Die Familie fürchtet kein Gefängnis, um moralisch, aber gewalttätig zu handeln. Auf Angarchand (das Anwesen) kann man sich verlassen.
Seit Jahren schon tobt ein Disput zwischen Angar Chand und Lakshmi Devi, der beiden Familien Leid, Tod und Hass gebracht hat. Lakshmi Devi versucht nun ihre Enkelin Anjali einzusetzen, um Angarchand zu zerstören: Die Männer von Angarchand sind alle unverheiratet, haben sich geschworen nie wieder mit Frauen zu tun haben zu wollen. Anjali soll dort die Männer verwirren und entzweien, indem sie Jai den Kopf verdrehen soll. Anjali und Jai verlieben sich. Doch die Familien wollen diese Liebe nicht akzeptieren. Letztlich gibt es aber trotzdem ein Happy End und die beiden heiraten mit der Zustimmung der Eltern.

## Musik
| # | Titel               | Sänger                                                | Länge |
| - | ------------------- | ----------------------------------------------------- | ----- |
| 1 | Dekho Zara Dekho    | Udit Narayan, Kunal Ganjawala                         | 5:47  |
| 2 | Hum Dil Ke          | Sadhana Sargam, Shaan                                 | 4:56  |
| 3 | Ishq Mein Pyar Mein | Alka Yagnik, Shaan                                    | 4:57  |
| 4 | Lut Gayee           | Gayatri Iyer, Sayonara Philip, Poornima, Raja Lakshmi | 5:18  |
| 5 | Lee Humne Thi Kasam | Hariharan                                             | 4:49  |
| 6 | Rafta Rafta         | Udit Narayan, Sujatha Mohan                           | 5:17  |